# Поспелово (Татарстан)
 Поспелово  — село в Елабужском районе Татарстана. Административный центр Поспеловского сельского поселения.

## География
Находится в северной части Татарстана на расстоянии приблизительно 7 км на восток по прямой от районного центра города Елабуга на речке Тойма.

## История
Известно с 1652 года. Первоначальное название — Заборная. С момента основания входила в состав Елабужской дворцовой волости, которая в конце XVIII века была преобразована в Качкинский удельный приказ. Жители деревни относились сначала к категории дворцовых крестьян, затем к категории удельных крестьян. До Великой Отечественной войны село имело чисто русское население. В 2003 году была построена Николаевская церковь, мечеть в 1996 году.

## Население
Постоянных жителей было в 1905—941, в 1920—566, в 1926—621, в 1938—589, в 1949—257, в 1958—232, в 1970—210, в 1979—463, в 1989—516. Постоянное население составляло 552 человека (русские 52 %, татары 41 %) в 2002 году, 576 в 2010.